# Stranger in This Town
Stranger In This Town – rockowo-bluesowy, solowy album gitarzysty amerykańskiego zespołu Bon Jovi, Richiego Sambory.
Na swoim pierwszym solowym albumie, Sambora eksperymentował z bluesem. Śpiewał główny wokal i grał na gitarze, wspierany przez swoich kolegów z zespołu Bon Jovi; perkusistę Tico Torres i klawiszowca David Bryan, basistą był Tony Levin. Gościnnie solo gitarowe w utworze "Mr.Bluesman" zagrał Eric Clapton.
Piosenki "Ballad Of Youth", "One Light Burning" oraz "The Answer" zostały napisane wspólnie z kolegami z byłego klubowego zespołu Shark Frenzy. Utwór "Rosie" pierwotnie miał być przeznaczony dla Bon Jovi do czwartego albumy "New Jersey".
Stranger In This Town został wydany w 1991, gdy Bon Jovi miało siedemnastomiesięczną przerwę w działalności. W tym okresie (1990) Jon Bon Jovi także wydał swój solowy album pt. Blaze Of Glory.
Okazjonalnie Stranger In This Town jest grany przez Samborę podczas tras koncertowych Bon Jovi, ostatnio zagrany na trasie koncertowej Lost Highway w 2008 roku.
Album uplasował się na 36. miejscu na liście The Billboard 200 oraz na 20. miejscu na liście UK Albums Chart. Singiel "Ballad Of Youth" osiągnął wysokie miejsce (63.) na Billboard Hot 100 a także 59. w Wielkiej Brytanii. Tytułowy utwór "Stranger In This Town" zdobył 38. miejsce na zwykłych listach przebojów, a "One Light Burning" nie odniósł żadnego sukcesu. Do wszystkich trzech singli zostały nakręcone teledyski.

## Lista utworów
| Nr  | Tytuł utworu                                                | Tekst                                                     | Długość |
| --- | ----------------------------------------------------------- | --------------------------------------------------------- | ------- |
| 1.  | „Rest in Peace”                                             | Richie Sambora, David Bryan                               | 3:47    |
| 2.  | „Church of Desire”                                          | Richie Sambora                                            | 6:08    |
| 3.  | „Stranger in This Town”                                     | Richie Sambora, David Bryan                               | 6:15    |
| 4.  | „Ballad of Youth (solo: Eric Clapton)”                      | Richie Sambora, Tom Marolda                               | 3:52    |
| 5.  | „One Light Burning”                                         | Richie Sambora, Tom Marolda, Bruce Foster                 | 5:48    |
| 6.  | „Mr. Bluesman”                                              | Richie Sambora                                            | 5:14    |
| 7.  | „Rosie”                                                     | Richie Sambora, Jon Bon Jovi, Desmond Child, Diane Warren | 4:49    |
| 8.  | „River of Love”                                             | Richie Sambora                                            | 5:06    |
| 9.  | „Father Time”                                               | Richie Sambora, Desmond Child                             | 6:05    |
| 10. | „The Answer”                                                | Richie Sambora, Bruce Foster                              | 5:07    |
| 11. | „The Wind Cries Mary (bonusowy utwór na japońskiej liście)” | Jimi Hendrix                                              | 5:58    |
|     |                                                             |                                                           | 58:09   |